# Sylvia Lago
Sylvia Lago (* 20. November 1932 in Montevideo, Uruguay) ist eine uruguayische Schriftstellerin, Literaturkritikerin und Dozentin.

## Leben
Lago studierte Literatur am Instituto de Profesores Artigas (IPA).
Sie ist Direktorin der Abteilung für uruguayische und lateinamerikanische Literatur an der Fakultät für Geistes- und Erziehungswissenschaften (FHCE) der Universidad de la República.
1962 erschien ihr Erstlingswerk Trajano, ein mehrfach ausgezeichneter Jugend-Roman. Drei Jahre später veröffentlichte sie mit Tan solos en el verano einen weiteren Roman. Für diesen wurde ihr der Premio Feria del Libro y del Grabado verliehen. 1968 folgte ihre Novelle La última razón. In den Jahren 1969, 1972 und 1987 publizierte sie die Geschichten enthaltenden Bücher Detrás del rojo, Las flores conjuradas und El corazón de la noche.
Aus dem Jahr 1988 stammt ihr Sammelband Quince cuentos para una antología. Zur Arbeit Lagos gehören ferner die beiden Anthologien Cuentos de nunca acabar (1992) und Cuentos de atar (1993). Das 1995 auf dem Buchmarkt platzierte Días dorados, días en sombra enthielt zwischen 1965 und 1995 entstandene Geschichten. Ihr Roman Saltos mortales wurde 2002 mit dem Zweiten Preis des Uruguayischen Bildungs- und Kulturministeriums (MEC) ausgezeichnet. Im selben Jahr erschien die Anthologie El cuento uruguayo. Weitere Sammelbände, darunter 1993 das in Berlin veröffentlichte Buch Erkundungen, Anthologien, teils in Co-Autorenschaft mit Rafael Courtoisie und Washington Benavidez und andere Werke runden ihr Werk ab. Lago wirkte auch bei zahlreichen Literaturwettbewerben als Jurymitglied.

## Veröffentlichungen (Auswahl)
- 1962: Trajano, Jugend-Roman
- 1965: Tan solos en el verano, Roman
- 1968: La última razón, Roman
- 1969: Detrás del rojo
- 1972: Las flores conjuradas
- 1987: El corazón de la noche
- 1988: Quince cuentos para una antología
- 1995: Días dorados, días en sombra
- 2002: Saltos mortales, Roman